# فردریک کیپینگ (شیمی‌دان)
فردریک استنلی کیپینگ (انگلیسی: Frederic Stanley Kipping; ۱۶ اوت ۱۸۶۳ – ۱ مهٔ ۱۹۴۹) یک شیمی‌دان اهل بریتانیا بود. وی کاشف سیلیکون است. زمانی که می‌خواست پلاستیک تولید کند، به جای استفاده از ترکیبات کربن، از زنجیره سیلیسیم استفاده کرد که به صورت اتفاقی خانواده سیلیکون‌ها را کشف کرد.
وی برندهٔ جوایزی همچون همکار انجمن سلطنتی شده است.